# Friedrich Wilhelm Adami
Pour les articles homonymes, voir Adami.
Friedrich Wilhelm Adami, né le 18 octobre 1816 à Suhl et mort le 5 août 1893 à Berlin, est un écrivain, dramaturge et critique de théâtre allemand, surtout connu pour ses contes empreints d'un fort patriotisme prussien.

## Biographie
Friedrich Wilhelm Adami étudie la médecine, puis la philosophie et l'histoire à Berlin.
Après ses études, il commence à collaborer régulièrement à la Neue Preußiche Kreuzzeitung, dont il devient bientôt le principal collaborateur, traduisant et réécrivant des textes, et tenant la critique théâtrale. À partir de 1838, il se consacre exclusivement à l'activité littéraire, en partie sous le pseudonyme de Paul Fronberg. Adami a écrit, outre de nombreux prologues et pièces destinés à des festivals, des grandes et petites œuvres scéniques et des traductions.

## Œuvres
Parmi ses meilleures œuvres originales on peut citer :
- Ein ehrlicher Mann (1850)
- Der Doppelgänger (1870)

Parmi l'ensemble de ses contes historiques :
- Fürsten- und Volksbilder aus der vaterländischen Geschichte (1863)
- Aus den Tagen zweier Könige (deux volumes, 1866).

Les œuvres de Friedrich Wilhelm Adami sont marquées par un style clair et un ton profondément patriotique.

## Literatur
- (de) Emil Dovifat (de), « Adami, Friedrich Wilhelm », dans Neue Deutsche Biographie (NDB), vol. 1, Berlin, Duncker & Humblot, 1953, p. 56 (original numérisé).
- Eduard Vollmer[1]: Berliner Theaterkritiker. Eine Kritik der Kritik. Gerstmann, Berlin 1884.
- Karl Friedrich Ludwig Goedeke: Grundriß zur Geschichte der deutschen Dichtung/N.F., Bd. 1. Verlag Ehlermann, Berlin 1940, S. 120–133.